# Mircza II
Mircza II (rum. Mircea al II-lea; zm. 1447) – hospodar wołoski przez kilka miesięcy roku 1442 z dynastii Basarabów.
Był najstarszym ślubnym synem Włada II Diabła (bratem Włada Palownika). W 1442 objął rządy po uwięzieniu przez Turków jego ojca, wkrótce jednak został zastąpiony z inspiracji węgierskiej przez kuzyna, Basaraba II. W 1443 wsparł swego ojca w jego skutecznych staraniach o odzyskanie tronu. W 1444 na czele czterotysięcznego korpusu wołoskiego walczył w bitwie pod Warną. Zamordowany brutalnie przez bojarów z miasta Târgoviște w 1447 (był przez nich torturowany, wypalono mu oczy a następnie pogrzebano żywcem).
Śmierć Mirczy i jego ojca została krwawo pomszczona przez Włada Palownika, który, wedle legendy, pojmał bojarów wraz z ich rodzinami – część z nich kazał wbić na pale, pozostałym nakazał iść bez odpoczynku z Târgoviște do Poenari (ok. 200 km przez góry). Ci, którym udało się przeżyć ten morderczy marsz, zostali zmuszeni do budowy twierdzy Poenari.

## Literatura
- J. Demel: Historia Rumunii. Wrocław – Warszawa – Kraków: Zakład Narodowy im. Ossolińskich – Wydawnictwo, 1970, s. 122.